# Jesús de Otoro
Jesús de Otoro – miasto w Hondurasie, nad rzeką Zazagua, w departamencie Intibucá. Według Spisu Powszechnego z 2013 roku liczy 9248 mieszkańców. Miejscowość otrzymała prawa miejskie w 1993 roku. Gmina jest ważnym ośrodkiem produkcji zbóż w Hondurasie.
Urodził się tutaj tymczasowy prezydent kraju Vicente Tosta (1886-1930).  